# Reakcja alergiczna
Reakcja alergiczna – złożona odpowiedź układu immunologicznego na kontakt z alergenem. Polega na wytwarzaniu specyficznych substancji białkowych (głównie immunoglobulin klasy IgE) oraz pobudzaniu limfocytów T, co podczas kolejnego po pierwszym kontakcie z alergenem prowadzi do rozwoju stanu zapalnego. Jest on efektem uwolnienia w trakcie przebiegu reakcji alergicznej substancji chemicznych (histamina, leukotrieny, cytokiny i inne) odpowiedzialnych za wystąpienie objawów alergii. Reakcja alergiczna może przebiegać z różnym nasileniem (od kaszlu, czy świądu, aż po niewydolność oddechową, niewydolność krążenia, a nawet zgon), rozwijać się w obrębie jednego narządu (np. oka, nosa) lub całego układu narządów (np. układ oddechowy w przebiegu astmy oskrzelowej), pojawiać się tylko sezonowo (np. w okresie pylenia uczulającej rośliny) lub na przestrzeni całego roku (np. w wyniku ekspozycji na obecne stale w kurzu roztocze), zachodzić bezpośrednio po zetknięciu się z czynnikiem uczulającym lub z opóźnieniem w stosunku do ekspozycji na alergen, głównie z aktywacją przeciwciał IgE, ale także bez ich udziału w przebiegu reakcji.

## Mechanizm powstawania
W mechanizmie powstawania reakcji alergicznej rozróżnia się dwa etapy:
- faza uczulenia – ma miejsce podczas pierwszego zetknięcia się organizmu z substancją potencjalnie uczulającą, gdy układ immunologiczny identyfikuje ją jako obcy antygen. Pierwszego rozpoznania alergenu dokonują makrofagi – komórki licznie występujące w skórze i błonach śluzowych. Stamtąd informacja o identyfikacji obcej substancji jest przekazywana limfocytom B, które po przekształceniu się w plazmocyty wytwarzają znaczne ilości swoistych przeciwciał IgE ostatecznie odpowiedzialnych za skórne, nosowe, oczne, oddechowe itp. manifestacje reakcji alergicznej. Pierwsza jej faza przebiega bezobjawowo. Za zapamiętanie informacji o zetknięciu się organizmu z alergenem odpowiedzialne są limfocyty T. „Pamięć” ta może być magazynowana w obrębie tych komórek nawet przez kilka lat[1].
- faza alergizacji – następuje podczas ponownej ekspozycji na alergen, gdy układ immunologiczny dokonuje aktywacji przeciwciał IgE. Docierają one do układu krwionośnego człowieka, gdzie wiążą się z mastocytami obecnymi w skórze i błonach śluzowych, a następnie przechwytują alergen bezpośrednio. Jednocześnie połączenie antygenu z przeciwciałem powoduje degranulację mastocytów, czyli wyrzut na zewnątrz zawartości ich ziaren (granulek), między innymi histaminy, której oddziaływanie na okoliczne tkanki skutkuje powstaniem stanu zapalnego i uwidocznieniem się objawów alergii[2].

## Klasyfikacja
Zgodnie z ustaleniami Coombsa i Gella (klasyczny podział alergicznej nadwrażliwości z 1963 roku) rozróżnia się cztery typy reakcji alergicznej – w zależności od patomechanizmu immunologicznego:
- typ I: reakcja typu natychmiastowego – będąca następstwem połączenia antygenu (np. pyłków roślin, sierści zwierząt, roztoczy kurzu domowego, składników pokarmu, jadu owadów) ze swoistymi przeciwciałami IgE na powierzchni komórki tucznej i bazofilów. Proces ten prowadzi do uwolnienia histaminy i innych mediatorów zapalenia (m.in. leukotrienów, prostaglandyn, cytokin, np. IL-4, IL-5). Aktywacji ulegają również limfocyty T i eozynofile. Przykładami tego typu reakcji są: astma alergiczna, alergiczny nieżyt nosa (ANN), anafilaksja, pokrzywka alergiczna, alergiczny typ atopowego zapalenia skóry.
- typ II: reakcja cytotoksyczna – wynikła z połączenia antygenu znajdującego się na błonie komórkowej z krążącymi przeciwciałami klasy IgG lub IgM. Skutkuje to uszkodzeniem komórki poprzez aktywację dopełniacza. Do tej grupy należą: reakcja poprzetoczeniowa, polekowa niedokrwistość hemolityczna, choroba hemolityczna noworodka, niektóre postacie pokrzywki.
- typ III: reakcja kompleksów immunologicznych – jako konsekwencja połączenia krążących antygenów z przeciwciałami, głównie klasy IgG. Zmiany te zmierzają do aktywacji dopełniacza i uwolnienia enzymów lizosomalnych z neutrofilów. Obserwuje się je w: chorobie posurowiczej, reakcji Arthusa, zapaleniu naczyń w obrębie różnych narządów (np. skóry, stawów, nerek), zewnątrzpochodnym zapaleniu pęcherzyków płucnych z obrazem klinicznym ,,płuca farmera”.
- typ IV: reakcja komórkowa, opóźniona – jej początkiem jest połączenie antygenu prezentowanego przez komórki dendrytyczne lub monocyty/makrofagi z limfocytem T. Prowadzi to do uwolnienia cytokin i stymulacji limfocytów cytotoksycznych. Za reprezentantów tego typu reakcji alergicznej uznaje się: alergiczny wyprysk kontaktowy i odczyn tuberkulinowy[4].

W myśl zaleceń EAACI (European Academy of Allergology and Clinical Immunology) z 2001 roku wyróżniamy reakcje alergiczne:
- IgE-zależne (I typ reakcji według klasyfikacji Gella i Coombsa);
- IgE-niezależne (II-IV typ reakcji według klasyfikacji Gella i Coombsa oraz inne reakcje przebiegające z aktywacją mechanizmów immunologicznych).

Ponadto w obrębie – najczęstszej – reakcji alergicznej typu natychmiastowego rozróżnia się jej dwie fazy:
- EAR (ang. early allergic reaction), tj. wczesna faza reakcji IgE- zależnej – objawy pojawiają się w ciągu 15-30 minut od ekspozycji na alergen. Ustępują zwykle po 1-3 godzinach i są konsekwencją biologicznego działania mediatorów uwolnionych po degranulacji komórki tucznej i uwolnieniu z niej mediatorów procesu zapalnego m.in. histaminy, tryptazy, prostaglandyn i czynnika PAF[6].
- LAR (ang. late allergic reaction) lub też LPR (ang. late phase allergic reaction), tj. późna faza reakcji IgE-zależnej – rzadsza (ok. 50% chorych)[7], będąca wynikiem odpowiedzi organizmu zainicjowanej aktywnością tychże przeciwciał. Objawy LAR osiągają maksymalne nasilenie po 6-8 godzinach od momentu ekspozycji na alergen, a ustępują po 12-24 godzinach. LAR najczęściej jest poprzedzana przez EAR. Jednak możliwe jest też wystąpienie LAR bez wcześniejszych objawów EAR (tzw. „izolowana faza późna”), co ma miejsce np. po prowokacji skóry peptydowymi fragmentami alergenu lub po prowokacji oskrzeli alergenami zawodowymi[6].

## Najczęstsze objawy
W zależności od typu zajętego narządu/układu i rodzaju rozwijającego się schorzenia alergicznego, reakcja alergiczna może prowadzić do zaistnienia następujących objawów:
- alergiczny nieżyt nosa (katar sienny) – wyciek wodnistej wydzieliny z nosa i jej spływanie po tylnej ściance do gardła, blokada nosa, świąd, odruch kichania
- alergiczne zapalenie spojówek – świąd, zaczerwienienie, łzawienie oczu i obrzęk powiek
- astma oskrzelowa – kaszel, duszności, świszczący oddech
- atopowe zapalenie skóry – silny świąd, suchość skóry, wyprysk o lokalizacji zależnej od wieku chorego
- pokrzywka atopowa – bąbel pokrzywkowy o podłożu rumieniowym i/lub obrzęk naczynioruchowy
- alergia pokarmowa – nudności, wymioty, biegunka, ból brzucha
- wstrząs anafilaktyczny (najgwałtowniej przebiegający i najgroźniejszy, bo niosący ze sobą ryzyko zgonu typ reakcji alergicznej) – kaszel, duszności, świszczący oddech, spadek ciśnienia tętniczego, utrata przytomności, obrzęk tkanki podskórnej, swędzące bąble, nudności, wymioty, bóle brzucha, biegunka[8].

## Zapobieganie
Zapobieganiu wystąpienia reakcji alergicznej oraz zwalczaniu zaistniałych objawów służą przede wszystkim:
- diagnostyka alergii – z wykorzystaniem wnikliwego wywiadu lekarskiego, badania fizykalnego oraz badań laboratoryjnych poziomu IgE in vivo (testy skórne obejmujące istotne alergeny i bazujące na wystandaryzowanych ekstraktach alergenowych) lub in vitro. Dokładna diagnoza pozwala na wdrożenie terapii ukierunkowanej na czynnik etiologiczny.
- profilaktyka pierwotna[10] – działania prewencyjne oparte na praktykach mogących potencjalnie obniżyć ryzyko wystąpienia reakcji alergicznej, m.in. karmienie piersią noworodków, rozszerzanie diety zgodnie z zasadą 1 nowy produkt z obserwacją reakcji dziecka, unikanie zanieczyszczonego, miejskiego powietrza, biernego i czynnego palenia tytoniu.
- profilaktyka wtórna[10]  – bazująca na unikaniu kontaktu z uczulającym alergenem (jeśli jest znany), np. ograniczenie spacerów/wietrzenia pomieszczeń w czasie pylenia uczulającej rośliny, usunięcie gromadzących kurz dywanów, zasłon, mebli tapicerowanych, rezygnacja z roślin doniczkowych przy uczuleniu na pleśnie, dieta eliminacyjna itp.
- leczenie objawowe – z wykorzystaniem środków farmakologicznych, szczególnie antagonistów receptora H1 nowej generacji, (np. bilastyna, feksofenadyna, lewocetyryzyna), które uniemożliwiają połączenie histaminy z jej receptorem histaminowym H1, blokując tym samym aktywność tej substancji i jej działanie prozapalne. Przewagą tych środków nad lekami przeciwhistaminowymi I generacji jest większa siła wiązania z receptorem H1 i brak lub śladowe powinowactwa do receptorów innych amin i peptydów. Nowsze leki przeciwhistaminowe II generacji mają wyższy profil bezpieczeństwa, nie odbijają się na czynnościach psychomotorycznych i długo utrzymują efekt kliniczny (bilastyna do 24-26 godzin)[11]. Z kolei do nowych metod terapeutycznych zalicza się agonisty receptorów toll-podobnych, środki blokujące cytokiny, swoiste antagonisty receptorów cytokin i modulatory czynników transkrypcyjnych ukierunkowane na kinazę syk, receptory gamma aktywowane proliferatorami peroksysomów i czynnik jądrowy kappa B[9].
- leczenie przyczynowe – oparte na immunoterapii (standardowo – podskórnie, w fazie wdrażania – podjęzykowo) zmierzającej do modyfikacji odpowiedzi immunologicznej pacjenta na alergen tak, by zmniejszyć nasilenie reakcji alergicznej. Skutkiem swoistej immunoterapii alergenowej, który nie występuje przy farmakoterapii, jest długotrwały efekt kliniczny i zmiana historii naturalnej choroby.